# Coregonus tugun
Coregonus tugun és una espècie de peix de la família dels salmònids i de l'ordre dels salmoniformes.

## Subespècies
- Coregonus tugun lenensis (Berg, 1932)
- Coregonus tugun tugun (Pallas, 1814)[1]